# Park Narodowy Torngat Mountains
Park Narodowy Torngat Mountains (ang. Torngat Mountains National Park Reserve, fr. Réserve de parc national des Monts-Torngat) – park narodowy położony w północno-zachodniej części prowincji Nowa Fundlandia i Labrador w Kanadzie. Został utworzony w 2005 na obszarze o powierzchni 9600 km².

## Fauna
Na terenie Parku Narodowego Torngat Mountains występuje wiele dzikich gatunków zwierząt, wśród których można wymienić: niedźwiedzia polarnego, renifera tundrowyego, orła przedniego oraz sokoła wędrownego.